# Martin Dornhoff
Martin Dornhoff (* 10. September 1944) ist ein deutscher Basketballtrainer.

## Laufbahn
Dornhoff betrieb aktiv Leichtathletik und dann Basketball. In der DDR führte er 14 Jugendmannschaften der SG KPV 69 Halle zum Gewinn des deutschen Meistertitels. 1977 wurde an der Martin-Luther-Universität Halle-Wittenberg seine Doktorarbeit zum Thema „Untersuchungen zur Kinematik und Dynamik der Technik des Tiefstartes und des Startabschnittes bei hochqualifizierten Sprintern des Deutschen Verbandes für Leichtathletik der DDR“ angenommen. 1988 legte Dornhoff an der Universität Halle seine Dissertation B mit dem Thema „Methodik des Sportunterrichts als Wissenschafts- und Lehrdisziplin im Verhältnis zu Pädagogik und Sportwissenschaft“ vor. 1989 war er an der Veröffentlichung des Lehrwerkes „Basketball. Anleitung für den Übungsleiter“ beteiligt.
Ab 1989 war Dornhoff sieben Jahre lang als Basketballtrainer in Algerien tätig. Als Dozent an der Sportwissenschaftlichen Fakultät der Universität Leipzig bildete er jahrelang Basketballtrainer aus.
Von 1999 bis Januar 2009 war er Landestrainer des Basketball-Verbandes Sachsen-Anhalt (BVSA). 2004 holt die BVSA-Auswahl unter seiner Leitung als Trainer den Sieg beim Bundesjugendlager.
Im November und Dezember 2001 leitete er im Auftrag des Nationalen Olympischen Komitees für Deutschland (NOK) ein Basketballprojekt in Madagaskar.
Im Frühjahr 2010 gewannen die U17-Mädchen des SV Halle unter Dornhoff als Trainer den deutschen Meistertitel.
Für den Deutschen Basketball Bund war Dornhoff mehrfach als Delegationsleiter bei Länderspielreisen von weiblichen Jugendnationalmannschaften sowie der Damen-Nationalmannschaft tätig.
Beim SV Halle wurde er Leiter der Basketballabteilung, als Ende September 2011 Jaroslaw Zyskowski als Trainer von Halles Bundesliga-Damen entlassen wurde, übernahm Dornhoff das Amt zunächst kommissarisch und dann fest bis zum Ende der Saison 2011/12, in der er die Mannschaft zur deutschen Vizemeisterschaft führte. Die Vizemeisterschaft wurde als der „größte Erfolg der halleschen Basketballdamen seit der Wiedervereinigung“ eingestuft. Im Anschluss wurde Dornhoff zum „Trainer des Jahres“ der Damen-Basketball-Bundesliga-Saison 2011/12 gekürt.
Im November 2012 wurde er vom Deutschen Basketball Bund für seine Verdienste als „ehrenamtlich tätige und verdiente Persönlichkeit“ ausgezeichnet.
Ende Januar 2014 sprang Dornhoff wieder als Cheftrainer von Halles Bundesliga-Damen ein, nachdem Patrick Bär beurlaubt worden war und leitete die Mannschaft bis zum Saisonende 2013/14. In der Saison 2014/15 war er in der Bundesliga Assistenztrainer unter Halles neuer Cheftrainerin Jennifer Kerns.
Im Juni 2015 führte er die weibliche Basketball-Auswahl der Martin-Luther-Universität Halle als Trainer auf den zweiten Platz bei den Deutschen Hochschulmeisterschaften.
Dornhoff hat zahlreiche spätere Bundesliga- und Nationalspielerinnen und -spieler entdeckt und gefördert.